# The Spy (série télévisée)
Pour les articles homonymes, voir The Spy et Spy.
The Spy ou L'Espion au Québec, est une mini-série française à suspense d'espionnage, écrite et réalisée en langue anglaise par le réalisateur israélien Gideon Raff et Max Perry, basée sur la vie du célèbre espion israélien Eli Cohen infiltré en Syrie par le Mossad, dont le rôle est tenu par l'acteur Sacha Baron Cohen. La série est une production de la société française Legende production pour Canal+ et Netflix, diffusée en France en exclusivité par la chaîne OCS et dans le reste du monde par Netflix,. La mini-série comporte six épisodes, diffusés pour la première fois le 6 septembre 2019 sur OCS et Netflix. Elle s’inspire de faits réels, à partir du livre L'Espion qui venait d'Israël écrit par Uri Dan et Yeshayahu Ben Porat. Le tournage a eu lieu essentiellement dans la ville de Casablanca.

## Synopsis
La mini-série est inspirée du livre de Uri Dan et Ben Porat L'espion qui venait d'Israël publié en 1967. Il suit les exploits de l'espion du Mossad Eli Cohen.

## Distribution
- Sacha Baron Cohen (VF : Emmanuel Curtil) : Eli Cohen / Kamel Amin Thaabet[2]
- Noah Emmerich (VF : Michel Dodane) : Dan Peleg
- Hadar Ratzon-Rotem (he) (VF : Caroline Mozzone) : Nadia Cohen, épouse d'Eli
- Yael Eitan (he) (VF : Marie Diot) : Maya
- Nassim Lyes (VF : Nassim Lyes) : Zaher Ma'azi al-Din
- Moni Moshonov (VF : Jean-Louis Faure) : Jacob Shimoni
- Alona Tal (VF : Audrey Sablé) : Julia Schneider
- Edgar Givry : Jacques Mercier
- Mourad Zaoui (VF : Fabien Albanese) : Benny
- Alexander Siddig (VF : Arnaud Arbessier) : Ahmed Suidani
- Marc Maurille : un sergent de Tsahal
- Waleed Zuaiter (VF : Serge Faliu) : le colonel syrien Amine al-Hafez
- Arié Elmaleh : Michel Aflak
- Hassam Ghancy : le colonel syrien Salim Hatoum
- Uri Gavriel : cheikh Majid al-Ard
- Tim Seyfi (de) : Mohammed Ben Laden
- Reymond Amsalem (en) (VF : Armelle Gallaud) : Zeinab
- Benjamin Hicquel (VF : Fabien Albanese) : Belmondo
- Yousef Sweid (VF : Valéry Schatz) : George Seif
- Eva Vandar (VF : Patricia Spehar) : Zelda
- Hyam Zaytoun (VF : Patricia Spehar) : Sarah
- Maria Zreik (it) (VF : Olivia Nicosia) : Saliha

Version française
- Société de doublage : Audi'Art
- Directeur artistique : Thomas Charlet
- Adaptation des dialogues : Mélanie de Truchis et Olivier Delebarre

 Source et légende : version française (VF) sur RS Doublage

## Épisodes
1. L'immigré (The Immigrant)
2. Quoi de neuf à Buenos Aires ? (What's New, Buenos Aires?)
3. Seul à Damas (Alone in Damascus)
4. Drôles de couples (The Odd Couples)
5. Chassez le naturel… (Fish Gotta Swim)
6. A la maison (Home)

## Accueil
La série reçoit de bonnes critiques en France,,.

## Distinction

### Nomination
- Golden Globes 2020 : Meilleur acteur dans une mini-série ou un téléfilm pour Sacha Baron Cohen